# Tulassay Tivadar
Tulassay Tivadar (Galánta, Csehszlovákia, 1949. január 18. –) magyar orvos, gyermekgyógyász, nefrológus, egyetemi tanár, a Magyar Tudományos Akadémia rendes tagja. 1995 és 2000 között a Semmelweis Egyetem általános és klinikai rektorhelyettese, 2003–2012 között az egyetem rektora.

## Életpályája
1968-ban kezdte meg egyetemi tanulmányait a Semmelweis Orvostudományi Egyetemen, ahol 1974-ben szerzett általános orvosi diplomát summa cum laude minősítéssel. Ezután egy évig a Csepel Vas- és Fémművek üzemorvosa volt, majd a Semmelweis Egyetem Tűzoltó Utcai II. Sz. Gyermekgyógyászati Klinika lett gyakornok, itt szerzett gyermekorvosi szakképesítést, 1978-ban. 1992-ben neonatológus, 1999-ben hipertonológus, 2002-ben nefrológus szakorvosi képesítést szerzett.
1978-ban az egyetem I. Számú Szülészeti-Nőgyógyászati Klinika Perinatális Intenzív Centrumában kapott tanársegédi állást, majd 1983-ban átkerült az I. Számú Gyermekgyógyászati Klinikára, ahol később osztályvezetőként dolgozott, majd 1992-ben megkapta tanszékvezetői, ill. egyetemi tanári kinevezését. Közben 1985–86-ban tanulmányutat tett a berlini Humboldt Egyetemen. 1990-ben a SOTE Általános Orvostudományi Karának dékánhelyettesévé választották, a tisztséget 1995-ig viselte, amikor az egyetem általános és klinikai rektorhelyettese lett. 2003. július 1-jén vette át a Semmelweis Egyetem rektori pozícióját. 1997 és 2000 között Széchenyi professzori ösztöndíjjal kutatott.
1983-ban védte meg az orvostudományok kandidátusi, 1990-ben akadémiai doktori értekezését. 1994-ben habilitált. Az MTA I. Számú Klinikai Bizottságának lett tagja. 1997 és 2001 között a Magyar Tudományos Akadémia közgyűlési képviselője volt, majd 2001-ben az Akadémia levelező, 2007-ben pedig rendes tagjává választották. 2000-ben a Csecsemő- és Gyermekgyógyászati Szakmai Kollégium elnökévé választották. 2006-ban felvették a Leopoldina Német Természettudományos Akadémia, 2012-ben az Academia Europea Scientiarum et Artium, 2016-ban az Academia Europea tagjai közé.
Tudományos pályája mellett a közéletben is részt vesz: a konzervatív Professzorok Batthyány Köre tagja. 2000 és 2002 között a Nemzeti Egészségügyi Tanács elnöke volt. 2005-től annak feloszlásáig az Orbán Viktor által létrehozott Nemzeti Konzultációs Testület tagja volt.
Schmitt Pál doktori címének visszavonása kapcsán a Nemzeti Erőforrás Minisztérium részéről történő bizalomvesztésre hivatkozva mandátumának lejárta előtt három hónappal lemondott hivataláról, amit a miniszter nem fogadott el. Tulassay az egyetemen marad professzorként és az I. számú gyermekgyógyászati klinika vezetőjeként.

## Munkássága
Kutatási területei a folyadék- és elektrolitháztartás szabályozásának vizsgálata, a koraszülöttek veseműködésének tanulmányozása, a folyadék- és elektrolitszabályozásban szerepet játszó hormonok vizsgálata, a pitvari natriuretikus peptid és egyéb vazoaktív hormonok vizsgálata, a vaszkuláris patológia rizikótényezői.
Elsőként írta le a légzészavarban szenvedő újszülöttek veseelégtelenségének okait. Az 1980-as években az úgynevezett atrialis natriuretikus peptid (ANP, egy idegrendszeri peptid) szabályozó szerepét kutatta, e témakörben leírta az intravaszkuláris tér és az ANP-aktivitás egyes változásait emberben. A nátrium-homeosztázis szabályozásának endokrin vizsgálata közben sikerült igazolnia a szomatosztatin peptid (amely egy receptor) egyes addig nem ismert hatásait. Az 1990-es évek második felében az emberi vörösvértesteken végzett kísérletekben bizonyította, hogy a transzporterfehérjék jelentős aktivitásváltozást mutatnak egyes betegségekben (például az inzulinfüggő cukorbetegségben vagy a cisztás fibrózisban). E kutatásaiban többek között a nátrium/hidrogén antiport meghatározást alkalmazta. Munkatársaival elsőként sikerült igazolnia, hogy a Na/K/ATPáz (nátrium-kálium-ATPáz enzim) aktivitása az újszülöttek érettségével arányosan változik. Ez magyarázat lehet arra, hogy a koraszülöttek digoxin-érzékenysége miért eltérő az érettebb csecsemőkétől.
Egy másik vizsgálatsorozat kapcsán kimutatta, hogy a koraszülötteknél már fiatal felnőttkorban kimutathatók olyan jelek, melyek felhívják a figyelmet a gyakori krónikus betegségek, így a magas vérnyomás, a 2-es típusú cukorbetegség vagy a csontritkulás kialakulására. Ez azért fontos megfigyelés, mert ezek a betegségek egészséges életmóddal megelőzhetőek.
A 2000-es években több vizsgálat kapcsán munkatársaival a koraszülötteket fenyegető heveny szövődményekre hajlamosító tényezőket kutatta. Több olyan génvariánst azonosított, ami egy adott gyermeknél emelheti vagy csökkentheti a kockázatot. Feltárta az életmódbeli káros hatásokat is, elsősorban a többlet sóbevitel szerepét. Ezen a téren jelentős felismerés, hogy a többlet só raktározódik a szervezetben és ennek immunológiai, kardiovaszkuláris következményei vannak. A folyamatok molekuláris biológiai megismerése lehetőséget kínál célzott terápiás beavatkozásra is. Iskolateremtő orvos, irányításával tudományos fokozatot szerzett 32 tanítványa. Közülük öten lettek tanszékvezető egyetemi tanárok. Nevéhez köthető 3 tankönyv, illetve szakkönyv. 

## Díjai, elismerései
- Az Orvosi Hetilap Markusovszky-díja (1988)
- Petényi Géza-díj első fokozata (1988)
- Batthyány-Strattmann László-díj (1999)
- Koós Aurél-díj (2001)
- Belga Királyság Koronarendjének parancsnoka (Commandeur de L’Ordre de la Couronne, Albert II, Roi des Belges) (2002)
- a Magyar Köztársaság Elnökének Érdemérme (2003)
- dr. Szabó György orvostudományi díj (Hemingway Alapítvány díja) (2003)
- Kerpel-Fronius díj (2006)
- Törökbálint díszpolgára (2007)
- Markusovszky Emlékplakett (2008)
- Gábor Dénes-díj (2008)
- Józsefváros díszpolgára (2009)
- Virginia Apgar-díj (2009)
- Prima díj (2010)
- Tóth Ilona-díj (2012)
- Weszprémi István-díj (2012)
- Pázmány plakett (2013)
- Genersich Antal-díj (2019)
- Semmelweis Ignác-díj (2021)

## Főbb publikációi
- Koraszülöttek patológiás veseműködése (kandidátusi értekezés, 1983)
- Atrial Natriuretic Peptide in Plasma of Volume-Overloaded Children with Chronic Renal Failure (társszerző, 1985)
- Hormonal Regulation of Water Metabolism in Children with Nephrotic Syndrome (társszerző, 1987)
- A pitvari nátriuretikus peptid és egyéb vazoaktív hormonok szabályozó szerepe a folyadék- és elektrolitháztartásban (akadémiai doktori értekezés, 1989)
- Renal Vascular Disease in the Newborn (társszerző, 1998)
- Renal Insufficiency and Acute Renal Failure (társszerző, 1998)
- Magas vérnyomás csecsemő és gyermekkorban (1999)
- Humán gyomornyálkahártya savtermelő képességének közvetlem meghatározása gasztroszkópia során vett biopsziás mintákból (társszerző, 2000)
- Kis születési súlyú fiatal felnőttek mellékvesehormonjainak vizsgálata és ezek összefüggése a szénhidrát-anyagcsere és a cardiovascularis rendszer egyes paramétereivel (társszerző, 2000)
- Variance of ACE and ATI Receptor Gene does not Influence the Rist Neonatal Acute Renal Failure (társszerző, 2001)
- Gender-specific association of vitamin D receptor polymorphism combinations with type 1 diabetes mellitus (társszerző, 2002)
- Sex differences in the alterations of Na+,K+-ATPase following ischaemia-reperfusion injury in the rat kidney (társszerző, 2004)
- Increased mucosal expression of Toll-like receptor (TLR)2 and TLR4 in coeliac disease (társszerző, 2007)